# 珀鳳蝶
珀鳳蝶（學名：Papilio polyxenes）是分佈在北美洲的一種鳳蝶。它們是奧克拉荷馬州的州蝶。Papilio joanae及金鳳蝶與它們極之相似。

## 特徵
珀鳳蝶的翼展長8-11厘米。翅膀上面差不多是全黑色的。後翅的內邊是一個內有黑點的橙圓。雄蝶近翅膀邊有黃帶；雌蝶則有一列黃點。雌蝶的後翅有虹色的藍帶。在美國西南部多為黃色形態的P. p. coloro亞種。

## 生命周期

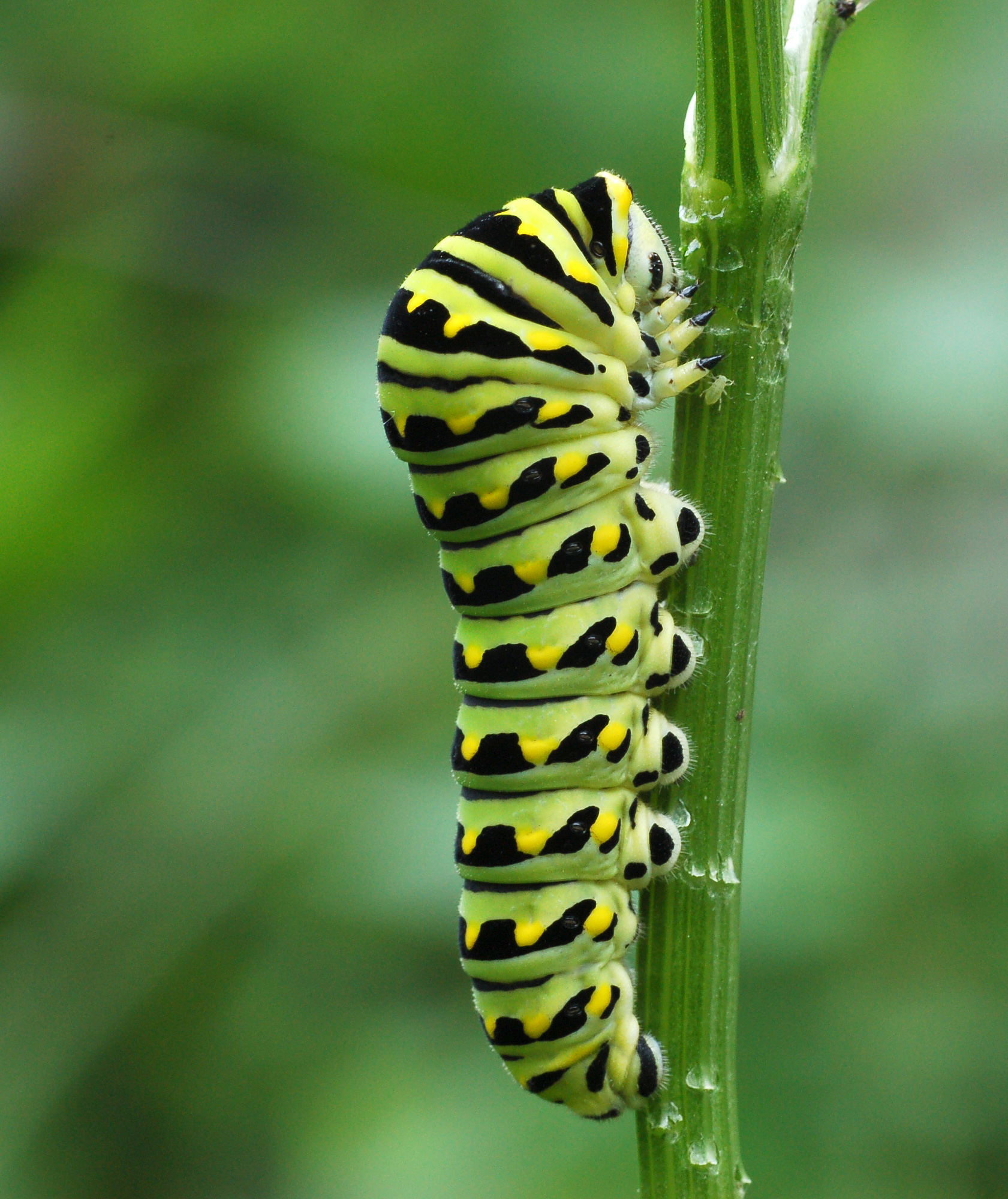
準備化蛹的毛蟲。

珀鳳蝶的卵細小及呈黃色。它們一般會在傘形科植物上產卵，如蒔蘿、小茴香、胡蘿蔔及香芹。一齡毛蟲會長到1.5厘米長，外表像鳥類糞便，身體呈黑色及有白間，每根毛底都有橙褐色的環。後來毛蟲會長到約5厘米長，呈黃白色及有黑間，每兩道黑間就有黃點。在黑間上有黑色的短刺，到了成蛹時往往都僧脫落。                                 
珀鳳蝶毛蟲有橙色的丫腺。當遇到危險時，丫腺就像是蛇的舌頭一般，並會釋放出難聞的氣味嚇退掠食者。

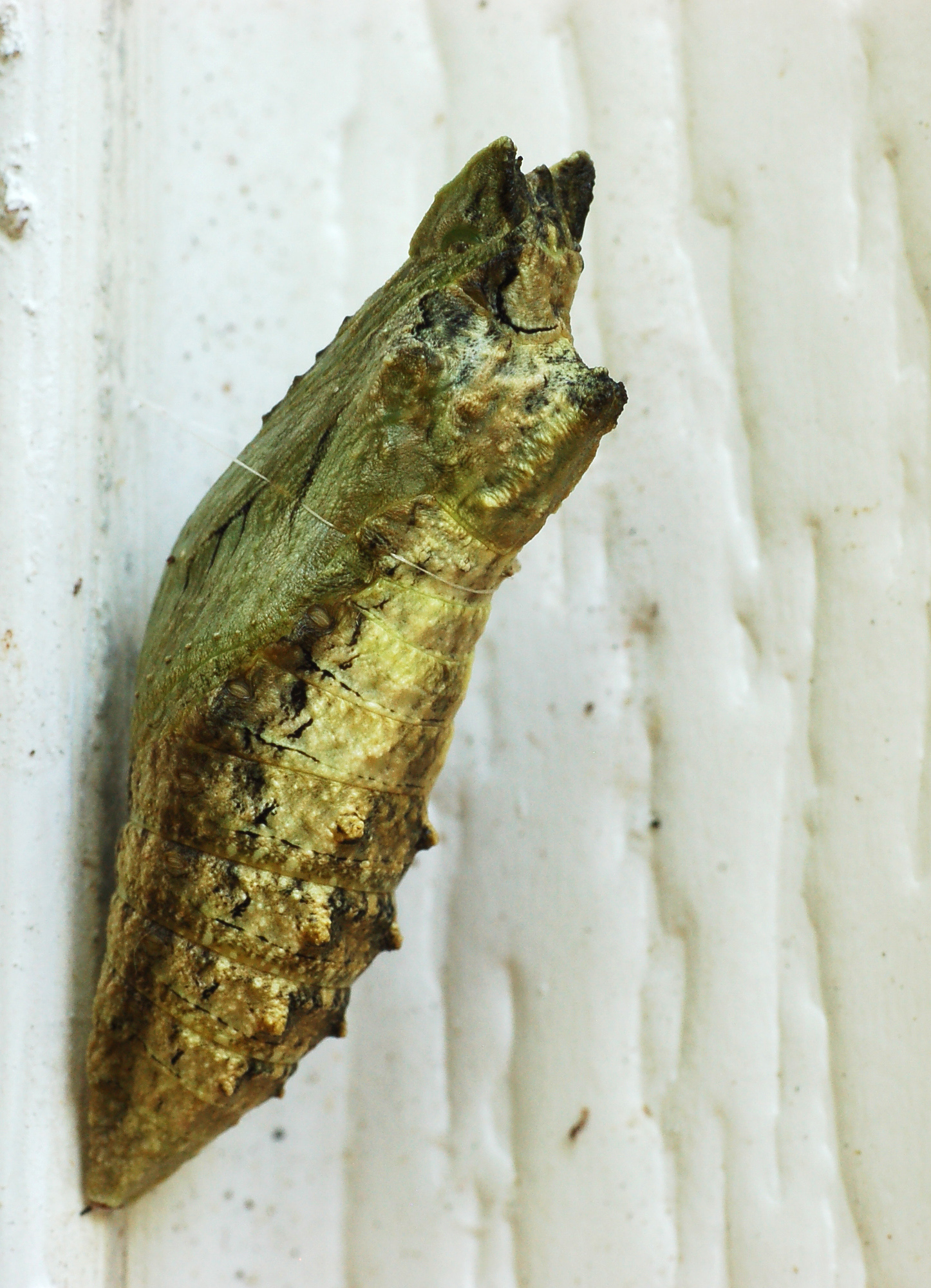
珀鳳蝶的蛹。

珀鳳蝶的蛹可以是綠色或褐色的。蛹色顏色並非根據周圍環境而定，而是由遺傳來決定的。

## 外部連結
- Black Swallowtail Butterfly （页面存档备份，存于）